# Potamogeton gayi
Potamogeton gayi  A. Benn es una especie de planta con flor de la familia de las Potamogetonaceae. Es nativa  de América del Sur: Brasil, Argentina, Bolivia, Chile, Paraguay y, Uruguay. Es muy usada como ornamental en acuarios.

## Descripción
Es una hierba acuática que alcanza 3 a 16 dm de altura;  rizomatosa, con ramas erectas y bien ramificadas. Las hojas, chatas en la base, obtusas, alternas y estipuladas. Tanto ellas como tallos presentan frecuentemente un color pardo rojizo.

## Ecología
Planta acuática típica de aguas calmas. Vive entre 5 a 25 °C. Forma espesas enramadas bajo y a nivel del agua.
Para Europa es una rara especie, muy bien adaptable al acuario. No gusta de pH inferiores a 6,9; y tolera hasta 8,7.

## Taxonomía
Potamogeton gayi fue descrita por Arthur Bennett y publicado en Annalen des Naturhistorischen Hofmuseums 7: 293. 1892.
Etimología
Su epíteto específico de especie gayi fue en honor al botánico Jacques-Étienne Gay (1786-1864).
Sinonimia
- Potamogeton burkartii Horn	[2]